# Luke Thomas
Luke Jonathan Thomas (Syston, 10 de junho de 2001) é um futebolista inglês que atua como zagueiro. Atualmente joga no Leicester City.

## Carreira

### Leicester
Thomas começou sua trajetória esportiva participando de treinamentos locais no parque central de sua cidade natal, Syston, aos 5 anos. Entrou no Riverside Football Clube aos 7 anos, ficando até os 9, quando foi descoberto e convidado pelo Leicester a atuar pelo clube, conciliando estudos e carreira profissional.

#### 2020-21
Fez sua estreia profissional pelo Leicester em uma vitória por 2–0 na Premier League contra o Sheffield United, no dia 16 de julho de 2020. Thomas entrou em campo devido a uma lesão do então lateral esquerdo do time titular, Ben Chilwell, e deu uma assistência para o primeiro gol de seu time, que foi marcado por Ayoze Pérez. No dia 25 de agosto, foi anunciado que Thomas assinou uma renovação de contrato com o Leicester, pelo fato de enxergá-lo como um possível substituto de Chilwell, caso o mesmo saísse do clube.
Em 26 de novembro, Thomas marcou seu primeiro gol pelo Leicester em um empate por 3–3 fora contra o Braga na fase de grupos da Liga Europa.

#### 2021‐22
Em 7 de agosto, se sagrou campeão da Supercopa da Inglaterra ao bater o Manchester City na final por 1–0.
Em 11 de maio de 2021, fez um dos gols de seu clube na vitória de 2–1 sobre o Manchenter United, sendo essa a primeira vitória do Leicester no Old Trafford desde 1998.

## Seleção inglesa

### Sub‐18, Sub-19 e Sub‐20
Tendo representado a Inglaterra nas categorias Sub-18 e Sub-19, Thomas fez sua estréia na Inglaterra Sub-20 durante uma vitória por 2-0 sobre o País de Gales Sub-20 em St. George's Park em 13 de outubro de 2020.
Em 27 de agosto de 2021, Thomas recebeu sua primeira convocação para os Sub-21 da Inglaterra.

## Estatísticas
Atualizadas até dia 10 de maio de 2023.[carece de fontes?]

### Clubes
| Clube             | Temporada         | Campeonato Nacional | Campeonato Nacional | Campeonato Nacional | Copa Nacional | Copa Nacional | Copa Nacional | Competições continentais | Competições continentais | Competições continentais | Outros torneios | Outros torneios | Outros torneios | Total | Total | Total   |
| Clube             | Temporada         | Jogos               | Gols                | Assist.             | Jogos         | Gols          | Assist.       | Jogoa                    | Gols                     | Assist.                  | Jogos           | Gols            | Assist.         | Jogos | Gols  | Assist. |
| ----------------- | ----------------- | ------------------- | ------------------- | ------------------- | ------------- | ------------- | ------------- | ------------------------ | ------------------------ | ------------------------ | --------------- | --------------- | --------------- | ----- | ----- | ------- |
| Leicester         | 2019–20           | 3                   | 0                   | 1                   | —             | —             | —             | —                        | —                        | —                        | —               | —               | —               | 3     | 0     | 0       |
| Leicester         | 2020–21           | 14                  | 1                   | 0                   | 7             | 0             | 1             | 7                        | 1                        | 1                        | —               | —               | —               | 25    | 2     | 2       |
| Leicester         | 2021–22           | 22                  | 0                   | 1                   | 4             | 0             | 0             | 6                        | 0                        | 0                        | 1               | 0               | 0               | 33    | 0     | 1       |
| Leicester         | 2022–23           | 14                  | 0                   | 0                   | 7             | 0             | 1             | —                        | —                        | —                        | —               | —               | —               | 21    | 0     | 1       |
| Leicester         | Total             | 53                  | 1                   | 1                   | 18            | 0             | 2             | 13                       | 1                        | 1                        | 1               | 0               | 0               | 82    | 2     | 4       |
| Total na carreira | Total na carreira | 53                  | 1                   | 1                   | 18            | 0             | 2             | 13                       | 1                        | 1                        | 1               | 0               | 0               | 82    | 2     | 4       |

- a.^ Jogos da Copa da Liga Inglesa e Copa da Inglaterra
- b.^ Jogos da Liga Europa da UEFA e Liga Conferência Europa da UEFA
- c.^ Jogos da Supercopa da Inglaterra

## Títulos

### Leicester City
- Copa da Inglaterra: 2020–21[carece de fontes?]
- Supercopa da Inglaterra: 2021[carece de fontes?]